# Mindhunters
Mindhunters, conocida en España como Cazadores de mentes y en Hispanoamérica como La isla maldita, es una película del año 2003 británico-norteamericana de suspenso dirigida por Renny Harlin. Fue escrita por Wayne Kramer y Kevin Brodbin (reescrita por Ehren Kruger sin recibir acreditación por ello). El último país en estrenar esta película, curiosamente, fue Estados Unidos en 2005, debido a que cambiaron los derechos de distribución de la película de 20th Century Fox a Dimension Films.

## Argumento
La película comienza con los agentes Sara Moore (Kathryn Morris) y JD Reston (Christian Slater) del FBI, quienes tras vigilar por varias horas ingresan a una casa aparentemente abandonada en busca de un asesino. Se escuchan gritos y deciden entrar descubriendo los cadáveres de las víctimas desaparecidas, Sara y JD neutralizan a tres criminales que descubren en su interior, pero tras bajar la guardia un cuarto agresor los ataca y toma a Sara como rehén. JD le ordena que la suelte a lo que este se rehúsa, ambos se disparan y JD también le da a Sara. Luego ambos se levantan y se da a entender que todo era un ejercicio, cuando se dirigen a hablar con Jake Harris (Val Kilmer), su instructor, les dice que fallaron la prueba señalando los errores que cometieron, las pistas que ignoraron y les hubieran salvado. Harris les recuerda la pregunta que siempre les ha inculcado sobre las investigaciones: "¿Cuando la situación está bajo control?: En el viaje de regreso".
En un salón de la academia, Sara, JD y otros cinco jóvenes aspirantes: Lucas Harper (Jonny Lee Miller) un chico amable que sobrevivió a la masacre de su familia en su infancia, Nicole Willis (Patricia Velásquez) quien es novia de JD, Rafe Parry (Will Kemp) un muchacho fanático de las apuestas y desafíos, Vince Sherman (Clifton Collins JR) un chico inválido y agresivo que mantiene siempre su arma a la mano y Bobby Whitman (Eion Bailey) un muchacho hábil con las manos que disfruta reparar cosas. Ellos son aspirantes a ser la nueva generación de Mindhunters (cazadores de mentes), agentes expertos en diseñar perfiles psicológicos de criminales para rastrearlos y adelantarse a sus actos. Harris les señala que la prueba final será participar en una simulación que se llevará a cabo en la isla Oniega. Esa noche los seis jóvenes se encuentran en un bar hablando y apostando deducir características de mujeres para seducirlas mediante la sola observación de su comportamiento; en este juego todos demuestran una capacidad sobresaliente para generar perfiles en individuos solo con un vistazo. Mientras todos celebran, Sara nota a Vince deprimido y este le explica que logró leer las evaluaciones de Harris y ellos dos serán reprobados ya que considera que el carácter de ambos se interpone en su eficiencia.
Al momento de partir Harris les presenta a Gabe Jensen (LL Cool J), un experimentado agente de la policía de Filadelfia que tomará la prueba con ellos por imposición del departamento. Una vez en la isla Harris les explica que en el lugar se ha construido una ciudad de utilería que es utilizada para pruebas militares de campo, sin embargo el FBI la modificó para este examen. También les dice que falta una persona más por llegar, el criminal que deben atrapar, que se desconoce su identidad por lo que solo se le llama "El Titiritero" y que llegaría al día siguiente.
Esa noche los ocho jóvenes disfrutan de un rato libre. JD cocina hamburguesas, Lucas, Rafe y Bobby se desafían entre sí armando un cubo rubik, Gabe lee un libro y los demás escuchan música. Mientras descansan en la sala común algunos de ellos bromean menospreciando a Gabe por "ser solo un policía", a diferencia de ellos que pertenecen al FBI y poseen un entrenamiento élite sobre todo en análisis de individuos y perfiles, por toda respuesta Gabe hace un rápido y acertado perfil de cada uno de ellos señalando sus habilidades, defectos de personalidad y carencias emocionales desde donde estos se formaron, a la vez que desestima el verdadero valor de lo que estos análisis realmente aportan a un agente. Esa noche Sara se muestra deprimida por la mala evaluación recibida, pero Lucas la anima.
Al día siguiente, por la mañana, encuentran lo que ellos suponen, es su primer ejercicio de investigación: en el baño, hay un gato muerto colgado del techo con un hilo delgado, con la piel desgarrada por una placa de policía, en cuya boca encuentran la pieza circular de un reloj de pulsera, que señala las 10:00 en punto. Posteriormente entran en acción: tras buscar un poco en los principales lugares donde podrían hallar algo de interés, hallan un maniquí que simular ser un cadáver femenino, grotescamente colgado del techo de una juguetería, con las muñecas y piernas desgarradas a causa de unos ganchos de metal que han usado para sujetarla como una versión macabra de un títere. Mientras Sara se ocupa de examinar el cadáver comienza a sonar la alarma de un reloj radio de juguete programada para las 10:00 en punto; JD lo apaga y al hacerlo, desprende la cubierta de uno de los parlantes, que cae sobre el inicio de una larga fila de fichas puestas para hacer un efecto dominó, la que descubren, demasiado tarde, acciona un tanque de nitrógeno líquido en frente de JD, congelando sus piernas hasta que se le despedazan, de modo que cae de espaldas e igualmente su torso congelado se destroza sobre el piso, muriendo en una agonía atroz.
Todos quedan en shock al ver a su líder muerto en el piso y tras recuperarse regresan al edificio donde están alojados. Mientras intentan comprender que es lo que sucede, Gabe les muestra otro reloj dejado por el asesino marcando las 12:00. Deciden que lo mejor es usar una lancha de la isla para volver a tierra firme, sin embargo cuando intentan llegar al vehículo, el muelle explota bajo sus pies acabando con la única forma de escapar que tenían. La explosión arroja a Sara al agua donde se paraliza por el pánico y debe ser rescatada por Lucas.
Los jóvenes regresan al edificio donde intentan organizarse mientras beben café y esperan que sean las doce, pronto comienzan a sospechar de los demás y apuntarse con sus armas, Lucas descubre que Gabe escondía planos de la isla e instalaciones señalándolo como el culpable, pero nadie llega a hacer alguna cosa ya que en ese momento se desmayan. Tras despertar a las cinco de la tarde coinciden en que el café estaba alterado, lo que señalaría a Rafe como el asesino puesto que fue quien lo preparó, pero al intentar despertarlo descubren que ha sido decapitado y su sangre usada para escribir números en las paredes, junto a esto encuentran dos relojes que marcan las 06:00.
Todos acusan a Gabe de ser el Titiritero, ya que es a quien menos conocen, pero él lo niega. Cuando lo esposan a una de las camas, él admite que es un agente encubierto del Tribunal de Justicia enviado a espiar a Harris debido a que se sospecha que sus métodos llegan a extremos ilegales y brutales en sus pruebas, de esta forma plantea la posibilidad que su instructor haya cruzado el límite con sus evaluaciones, pero no lo escuchan, quedando Vince a cargo de vigilarlo. Cuando analizan detenidamente los números Bobby descubre que la secuencia que se repite es la velocidad de la luz y Sara interpreta esto como un mensaje para usar luz UV, así descubre que en sus chaquetas han sido pintadas letras con polvo UV.
En ese momento, las 06:00 en punto, las tuberías de agua se rompen y uno de los tubos fluorescentes explota electrificando el suelo de la sección donde Vince y Gabe están. Antes que el agua los toque ambos intentan escapar pero se descubren atrapados; Gabe desea que Vince le entregue su pistola para que puedan escapar y aunque este se muestra renuente inicialmente ya que detesta separarse de su pistola o depender de otros acaba accediendo. Disparando a las paredes Gabe improvisa agarraderas donde sujetarse y trepando corta la electricidad. Cuando los otros llegan Vince les dice que Gabe le salvó la vida; Lucas pide a Bobby que cierre el agua, pero este no puede evitar revisar la instalación activando una trampa que lanza dos flechas hacia el pecho de Bobby dejándolo muerto en el piso. Gabe comprende que los dos relojes no señalaban dos víctimas, sino dos trampas.
Poco después encuentran un nuevo reloj marcando las 08:00, al analizar las chaquetas descubren que forman la palabra Croatoan, en referencia a la desaparición de la Colonia de Roanoke, como una forma de señalarles desaparecerán en esa isla. Mientras buscan evidencias de quién es el asesino encuentran rastros de sangre en las uñas de Rafe, los cuales comparan con la sangre de todos los presentes, los análisis demuestran que la muestra pertenece a Sara lo que divide al grupo; Gabe y Vince desean aprehenderla y obligarla a confesar, Nicole exige que la asesinen en venganza por JD y Lucas señala que es un montaje ya que no hay lógica en que sea el asesino. Vince explica que descubrió que la fobia de Sara por el agua se origina en el secuestro, violación y muerte por ahogamiento de su hermana, conjeturando que siente resentimiento contra el FBI al no haber atrapado al culpable. Finalmente acaba esposada a una silla mientras Gabe la interroga sobre que sucederá a las ocho. Nicole se muestra poco cooperativa desde la muerte de JD y estando alterada por el síndrome de abstinencia que le provoca haber dejado de fumar y porque no quisieron matar a Sara abandona el edificio.
Sara concluye que el asesino los ha estudiado y perfilado, al punto de predecir desde un inicio sus movimientos y reacciones, preparando de antemano todas las trampas para que cada uno de ellos caiga en una específica. Así es como en la primera trampa solo murió JD ya que siempre iba delante por ser el líder. Rafe, quien era adicto al café, fue usado como chivo expiatorio para dormir a todos y que el asesino tuviera tiempo de poner el resto de trampas en la isla, decapitarlo, escribir con su sangre las paredes y con polvo UV en sus chaquetas mientras ellos dormían. La inundación era solo un señuelo para que Bobby, quien era amante de la mecánica, muriera revisando el cableado; por ello la víctima de la siguiente trampa no podía ser otra que Nicole, ya que el asesino debería haber previsto que se separaría de ellos. 
A las ocho de la noche todas las máquinas expendedoras de la isla se activan y dispensan una cajetilla de cigarrillos. Cuando Nicole encuentra uno de los paquetes no puede evitar encender un cigarrillo pero al instante comienza a sentir dolores y escupir sangre; Lucas y Gabe salen a buscarla y ven como se corroe mientras cae a un estanque donde su cuerpo continúa deshaciéndose. De regreso al edificio concluyen que los cigarrillos estaban impregnados con algún tipo de ácido. 
Sorpresivamente oyen la voz de Harris por los altavoces jactándose de ser un maestro que no puede ser igualado. Vince se niega a perseguirlo por lo que Gabe, que aun sospecha de todos por igual, esposa su silla de ruedas a una mesa para que no pueda escapar o emboscarlos y le quita sus municiones. Al llegar a su escondite descubren que Harris y todo su equipo habían sido asesinados la noche que llegaron y lo que oían era la grabación de como fue torturado hasta la muerte por el Titiritero mientras se negaba quebrase frente a él. Harris estaba colgado del techo de forma similar al maniquí de la juguetería y por algún mecanismo comienza a "bailar" como si alguien moviese sus hilos. 
Lucas acusa a Gabe de ser el asesino mientras este lo acusa a él y ambos se enzarzan en un tiroteo donde Lucas es acribillado intentando proteger a Sara, quien apenas logra escapar de Gabe y volver al edificio. Paralelamente, Vince ha abandonado su silla y arrastrándose busca en el cadáver de Rafe municiones con que recargar su arma y después un lugar donde esconderse. Cuando el elevador llega al piso donde se encontraba, Vince logra ver al asesino e intenta dispararle, pero el arma le explota en el rostro matándolo. 
Ya de vuelta en el edificio Sara descubre el cuerpo de Vince y comprende que la munición de Rafe había sido alterada por el Titiritero, confiando en el apego de Vince por su arma. Gabe la descubre e intenta atraparla, por lo que ambos forcejean hasta que él la domina. En ese momento llega Lucas que no había muerto debido a que usaba chaleco antibalas y se trenza en una pelea a mano con Gabe hasta que Sara lo acaba golpeando su cabeza con un extintor.
Lucas se pregunta cómo probar que Gabe es el Titiritero ya que ha cubierto sus huellas, pero Sara le explica que tras la muerte de Bobby decidió seguir el ejemplo del asesino y explotar sus defectos para desenmascararlo, por ello en secreto cubrió el reloj del salón principal con polvo UV y lo atrasó quince minutos, aprovechando la obsesión con el tiempo y la exactitud del culpable sabía que no podría evitar ponerlo a la hora; así cuando el asesino ajustara el reloj se impregnaría y sus manos brillarían al contacto de la luz ultravioleta. Al revisar las manos de Gabe descubre que no tienen polvo, pero las de Lucas brillan. 
Lucas se revela como el Titiritero, explicándole a Sara sus motivos: deseos de asesinar. Lucas se jacta como desde pequeño destacó tanto por su increíble intelecto como por su veta sanguinaria, convenciéndose de ser superior cuando en su infancia tras asesinar a su propia familia nadie sospechó de él a pesar de que muchos elementos lo señalaban, pero tras años de muchos asesinatos ya no sentía placer, por lo que había entrado al FBI en busca de presas que fueran un reto, ahora tras haber estudiado a fondo y asesinado a los Mindhunters, ante sus ojos se había convertido en un cazador de cazadores.
Tras inmovilizar a Sara la lleva al estanque y trata de ahogarla pero ella lo golpea y lo lanza al agua. Sara encuentra el cadáver de Nicole y con su arma le dispara a Lucas mientras este hace lo mismo, sin embargo la resistencia del agua impide que las balas impacten. Ambos se esconden bajo el agua para no ser acribillados dejando el cañón de su arma asomado sobre la superficie, conscientes que el primero que intente salir a tomar aire morirá. Aunque Lucas confía que Sara sucumbirá por culpa de su trauma, él demuestra menos resistencia y ella logra herirlo en el cuello mientras se asoma a respirar.
Lucas asegura que es ella quien está en problemas ya que la sangre plantada en el cuerpo de Rafe era suya, también las huellas en el extintor que mató a Gabe y la bala en su cuello, por lo que está condenada a ser acusada ya que no hay testigos que corroboren que es inocente y él el asesino. Sorpresivamente aparece Gabe que no murió por el golpe y le lanza un reloj a Lucas diciéndole que su tiempo se acabó. Lucas intenta agarrar su arma, pero Sara le dispara en la cabeza.
En la escena final se ve a Gabe y a Sara haciéndole señas al helicóptero que viene a buscarlos. Sara comenta como es que a pesar de todo no podrá ser un agente ya que desde antes de ir a la isla Harris había decido reprobarla, sin embargo Gabe da a entender que en realidad posee rango y autoridad suficientes como para decidir que ha aprobado; finalmente le pregunta Sara "¿Cuando es que la situación está bajo control, agente?" a lo que Sara responde: "en el viaje de regreso... en el viaje de regreso"...

## Personajes
- Kathryn Morris - Sara Moore
- LL Cool J - Gabe Jensen
- Jonny Lee Miller - Lucas Harper
- Clifton Collins Jr. - Vince Sherman
- Patricia Velásquez - Nicole Willis
- Eion Bailey - Bobby Whitman
- Will Kemp - Rafe Perry
- Christian Slater - J.D Reston
- Val Kilmer - Jake Harris

## Producción
Wayne Kramer vendió el guion original de Mindhunters a la 20th Century Fox. El título de su guion se llamaba originalmente Unsub (Unknown Subject), pero los ejecutivos de Fox prefirieron el título Mindhunters y lo cambiaron justo antes de que se anunciara el acuerdo a la prensa. Kramer nunca se sintió cómodo con el cambio de título porque ya había un libro de John Douglas llamado así.
Renny Harlin se unió originalmente para dirigir la adaptación cinematográfica de El sonido del trueno, basada en la historia corta de Ray Bradbury, pero en su lugar acabó a cargo de esta. Gerard Butler estaba listo para interpretar el papel de Lucas Harper, pero se retiró para protagonizar Timeline. Ryan Phillippe también fue considerado para el papel, antes que Jonny Lee Miller finalmente firmara. A la entonces esposa de Phillippe, Reese Witherspoon, se le ofreció interpretar a Sara Moore, pero lo rechazó y Kathryn Morris fue elegida más tarde. A Christopher Walken, Martin Sheen y Gary Busey se les ofreció el rol de Jake Harris pero lo rechazaron antes que Val Kilmer aceptara.
Mindhunters se filmó completamente en los Países Bajos. Los lugares incluyeron Ámsterdam (Amsterdam-Noord), La Haya, Delft, la ciudad costera de Zandvoort, el pueblo de entrenamiento de la Academia de Policía en Ossendrecht y Radio Kootwijk en las tierras de Veluwe en la provincia de Gelderland. La postproducción de la película se trasladó a Inglaterra para disminuir el presupuesto. El rodaje y la producción fueron de enero a septiembre de 2002, pero la película no se estrenó hasta 2004 (2005 en los EE. UU.). Durante el proceso de edición, Harlin atenuó gran parte de la violencia, a fin de asegurar una clasificación PG-13 en los Estados Unidos, pero la MPA consideró que el tono general de la película era demasiado oscuro y la clasificó R; ante lo cual, Harlin decidió reinsertar las escenas eliminadas.

## Taquilla
La película fue una decepción de taquilla, ganando solo U$ 21,148,829 contra un presupuesto de producción de U$ 27 millones.

## Recepción
Mindhunters recibió críticas generalmente negativas y actualmente tiene una calificación de 24% en Rotten Tomatoes; el consenso dice: "Una Diez negritos moderna que carece del ingenio de la original". En Metacritic, que utiliza un promedio de las evaluciones de los críticos, la película obtuvo 33/100, lo que indica críticas "generalmente desfavorables".
Roger Ebert, del Chicago Sun-Times, dio a Mindhunters 2½ estrellas. Sus comentarios fueron: "Te dejaré con una sola pista. Si en La casa de cera, que se inauguró la semana pasada, la película jugaba a What Ever Happened to Baby Jane?. En esta película, sería El tercer hombre. No, los personajes masculinos no están numerados, por lo que no hay que entenderlo así, ni el asesino es necesariamente una mujer. Así que piensa mucho. ¿Qué más sabes sobre El tercer hombre? Si nunca has visto 'El tercer hombre', te insto a que la alquiles de inmediato, como preparación (o sustituto) para 'Mindhunters'".

## Premios y nominaciones
| Año  | Premio                    | Categoría                          | Candidato        | Resultado |
| ---- | ------------------------- | ---------------------------------- | ---------------- | --------- |
| 2004 | Golden Trailer Awards     | Mejor trailer de horror/suspenso   | Mindhunters      | Nominado  |
| 2005 | Teen Choice Awards        | Rapero actuando en una película    | LL Cool J        | Nominado  |
| 2005 | Stinkers Bad Movie Awards | Peor actor secundario              | Jonny Lee Miller | Nominado  |
| 2005 | Stinkers Bad Movie Awards | Acento masculino falso más molesto | Jonny Lee Miller | Nominado  |